# Iourievets
Iourievets (en russe : Юрьевец) est une ville de l'oblast d'Ivanovo, en Russie, et le centre administratif du raïon de Iourievets. C'est l'une des plus anciennes villes de l'oblast, avec une histoire remontant au moins au XIIIe siècle. Sa population s'élevait à 7 899 habitants en 2021.

## Étymologie
Du XVIe siècle siècle jusqu'en 1796, la ville était officiellement nommée Iourievets-Povolski (Юрьевец-Повольский), c'est-à-dire « Iourievets-sur-la-Volga », pour la distinguer d'autres villes comme Iouriev-Polski et Iouriev-Livonski (aujourd'hui Tartu en Estonie). Dès le milieu du XVIe siècle siècle, le nom Iourievets s'est répandu, où la distinction est faite non pas par un adjectif, mais par le suffixe -ets, courant dans la toponymie russe (par exemple, Pereïaslavl – Pereïaslavets, Rostov – Rostovets).

## Géographie

### Situation
La ville est située sur la rive droite de la Volga, au niveau du réservoir de Gorki, en face de l'embouchure des rivières Ounja et Niomda. Elle se trouve à 159 km au nord-est d'Ivanovo, le centre administratif de l'oblast, et à 60 km de la gare ferroviaire de Kinechma. La ville occupe une superficie de 8 km².
À l'origine, la forteresse se trouvait sur la colline de Gueorguievskaïa, qui a été arasée lors de la construction de la digue de protection du réservoir de Gorki. Le relief de la ville est vallonné, avec des dénivelés de 85 à plus de 140 mètres au-dessus du niveau de la mer.

### Hydrographie
La largeur du réservoir de Gorki en face de la ville atteint 15 km (contre 1,71 km avant la mise en eau). Le territoire de la ville est drainé par de nombreux cours d'eau se jetant dans le réservoir. Une digue de protection longe la rive.

### Climat
Le climat est continental modéré, caractérisé par des hivers froids et des étés chauds. La température moyenne en juillet est de +21,3 °C, pouvant atteindre +36 °C, tandis qu'en janvier elle est de -11,8 °C, avec des minimums pouvant descendre jusqu'à -40 °C.

### Écologie
Iourievets est considérée comme l'une des zones les plus écologiquement propres du centre de la Russie. La ville est entourée de forêts de conifères (pins et épicéas). À la périphérie ouest se trouve la forêt urbaine "Nagornaïa datcha", une zone naturelle spécialement protégée. À 3 km de la ville, sur le réservoir de Gorki, se trouve l'archipel des Monts Assafovy, également une zone naturelle protégée, formé après la création du réservoir.

## Histoire

### Fondation

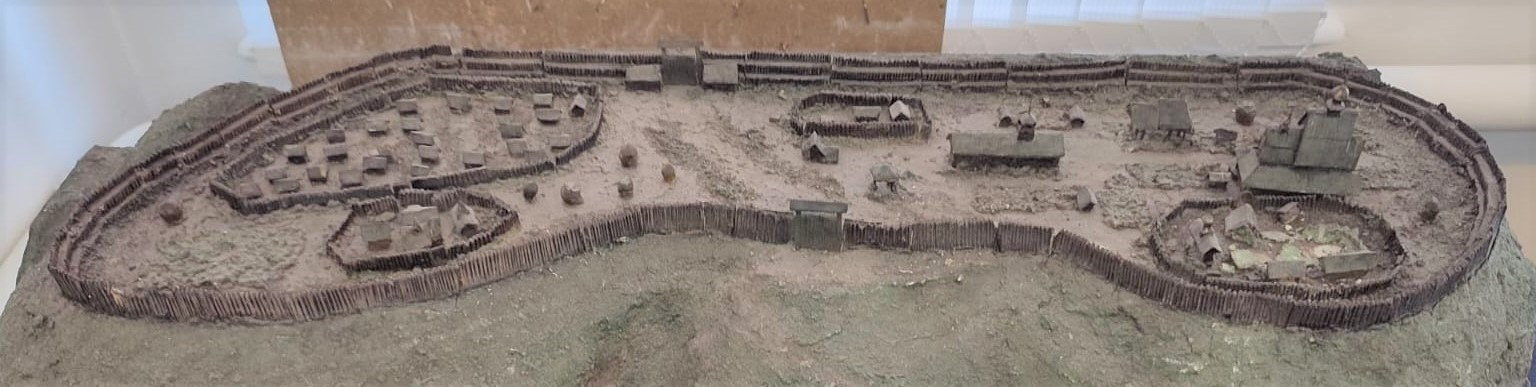
Maquette de la forteresse de Iourievets-Povolski au XIIIe siècle siècle sur la colline de Gueorguievskaïa.
Musée d'histoire et d'art de Iourievets.

La version la plus acceptée est que la ville a été fondée en 1225 par le grand-prince de Vladimir-Souzdal, Iouri II Vsevolodovitch, comme forteresse pour protéger les frontières orientales de la Rus' du Nord-Est. Selon la légende, le prince aurait eu une vision d'une icône de saint Georges le Victorieux et aurait ordonné de fonder une ville à cet endroit, nommée en l'honneur du saint. La première mention de la ville dans les chroniques remonte à la Liste des villes russes proches et lointaines (1380-1390).

### XIIIe au XVIIe siècle
En 1237, la ville est détruite par les armées de Batu Khan. Elle fait alors partie de la Principauté de Gorodets. En 1467, les troupes russes y combattent les Tatars de Kazan.
Durant le Temps des Troubles, en janvier 1609, une milice locale dirigée par Fiodor Krasny se soulève contre les envahisseurs polono-lituaniens. Plus tard dans l'année, la ville est incendiée par le détachement d'Alexandre Józef Lisowski. La population s'était réfugiée dans les forêts.
Au XVIIe siècle siècle, Iourievets devient une importante ville commerçante. Le célèbre protopope Avvakoum, figure majeure des Vieux-croyants, y officie en 1652, mais est chassé par la population et le clergé local en raison de sa rigueur excessive.
En 1661, sur ordre du tsar Alexis Ier, la construction d'une grande forteresse en pierre, la « Ville Blanche » (Bely gorod), est entreprise, mais elle ne sera jamais achevée et sera démantelée pour ses briques à partir de 1780. Des vestiges de remparts en terre sont encore visibles aujourd'hui.

### XVIIIe et XIXe siècles

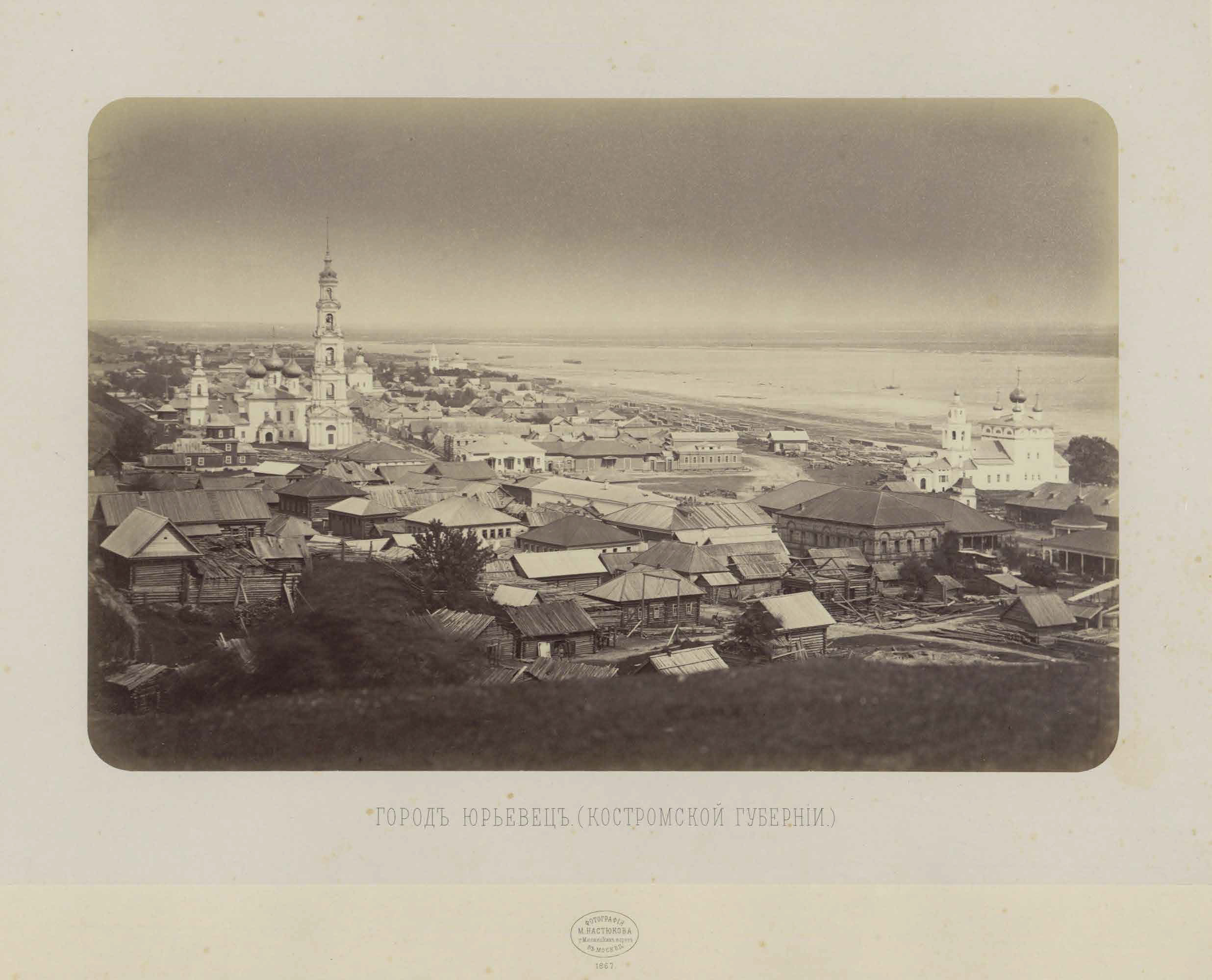
Iourievets en 1867.

En 1708, Iourievets devient une ville de district (ouïezd) du Gouvernement de Kazan, puis alternativement des gouvernements de Nijni Novgorod et de gouvernement de Kostroma. En 1779, l'impératrice Catherine II lui octroie son propre blason.
Au milieu du XIXe siècle siècle, la ville devient un important port de marchandises et de passagers sur la Volga. En 1871, une grande filature de lin est construite. La ville est visitée par l'empereur Alexandre II en 1858 et par Alexandre III en 1866 et 1881.

### XXe siècle et période soviétique
Au début du XXe siècle siècle, la ville continue de se développer. En 1914, le 323e régiment d'infanterie de Iourievets est formé et envoyé défendre la forteresse d'Ivangorod.
Le pouvoir soviétique est établi en décembre 1917. En 1929, la ville devient le centre du raïon de Iourievets au sein de l'Oblast industriel d'Ivanovo.
Pendant la Grande Guerre patriotique (1941-1945), l'industrie de la ville est reconvertie pour l'effort de guerre. Des milliers d'habitants sont mobilisés et 6 847 d'entre eux ne reviendront pas du front. Quatre habitants de la région de Iourievets ont reçu le titre de Héros de l'Union soviétique.
Entre 1954 et 1957, lors de la création du réservoir de Gorki, une digue de protection de 3,2 km est construite. Malgré cela, une partie du centre historique de la ville a été submergée, et 51 kolkhozes ainsi que 81 localités ont été déplacés. Le niveau de l'eau a monté de 12,5 mètres.

### Période post-soviétique
Après la dissolution de l'URSS, l'économie de Iourievets a connu un déclin important, avec la fermeture de la plupart de ses entreprises industrielles (filature de lin, conserverie, brasserie, laiterie, etc.). Le port fluvial a également cessé ses activités. Cette situation a entraîné un exode massif de la population.
La reconstruction de la digue de protection a été achevée en décembre 2022.
Le 800e anniversaire de la fondation de la ville devrait être célébré au niveau national en 2025.

## Démographie
Recensements (*) ou estimations de la population :
| 2     | 3     | 4     | 5     | 6     | 7     | 8      | 9     | 10     |
| ----- | ----- | ----- | ----- | ----- | ----- | ------ | ----- | ------ |
| 2 323 | 1 897 | 4 776 | 1 926 | 7 093 | 1 939 | 15 478 | 1 959 | 20 108 |

| 11    | 12     | 13    | 14     | 15    | 16     | 17    | 18     | 19    |
| ----- | ------ | ----- | ------ | ----- | ------ | ----- | ------ | ----- |
| 1 970 | 18 621 | 1 979 | 16 466 | 1 989 | 14 163 | 2 002 | 12 664 | 2 010 |

| 20     | 21    | 22    | - | - | - | - | - | - |
| ------ | ----- | ----- | - | - | - | - | - | - |
| 10 210 | 2 021 | 7 899 | - | - | - | - | - | - |

### Composition ethnique
Selon le recensement de 2020, la composition ethnique était la suivante :
| Nationalité    | Pourcentage |
| -------------- | ----------- |
| Russes         | 95,58 %     |
| Azerbaïdjanais | 0,20 %      |
| Ukrainiens     | 0,19 %      |
| Tatars         | 0,18 %      |
| Autres         | 3,85 %      |

## Économie et transport
L'économie moderne de Iourievets repose sur de petites entreprises de production de meubles, de services, ainsi qu'une usine de confection. La plupart des grandes industries de l'époque soviétique sont fermées.
La ville est reliée par des lignes d'autobus à Moscou, Ivanovo, Kinechma et Nijni Novgorod. La gare ferroviaire la plus proche se trouve à Kinechma, à 60 km. En 2022, une liaison fluviale par hydroptère de type Valdaï a été rétablie avec Nijni Novgorod.

## Culture, patrimoine et tourisme
Iourievets possède un riche patrimoine architectural et culturel. La ville est incluse dans la liste des villes historiques de Russie.

### Architecture

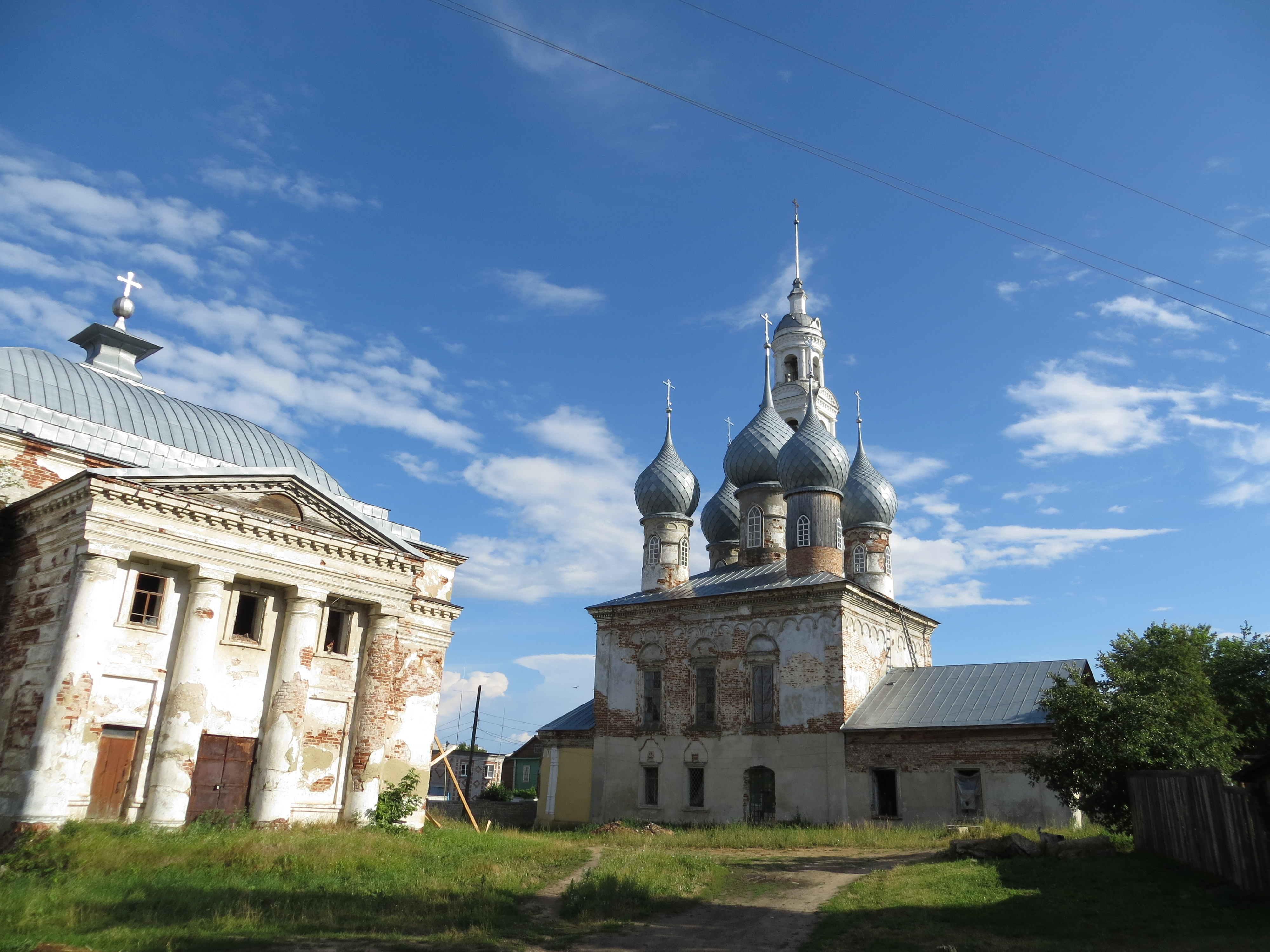
Ensemble de la cathédrale (1733 et années suivantes).

Le centre historique est dominé par plusieurs ensembles religieux :
- Ensemble des cathédrales de l'Entrée à Jérusalem et de la Dormition (1733, 1806, 1825-1833), avec son clocher à cinq niveaux de style classique tardif (1840).
- Église de la Théophanie (vers 1720), le plus ancien édifice religieux conservé de la ville, de style baroque Narychkine.
- Église de la Présentation de Jésus au Temple (1757), de style baroque.
- Église de la Nativité du Christ (1815), construite en l'honneur de la victoire sur Napoléon en 1812.
- De nombreux bâtiments civils des XVIIIe siècle, XIXe siècle et début XXe siècle siècles, notamment des demeures de marchands, les anciennes halles commerciales en pierre, et les bâtiments de l'administration municipale (zemstvo) et du Trésor.

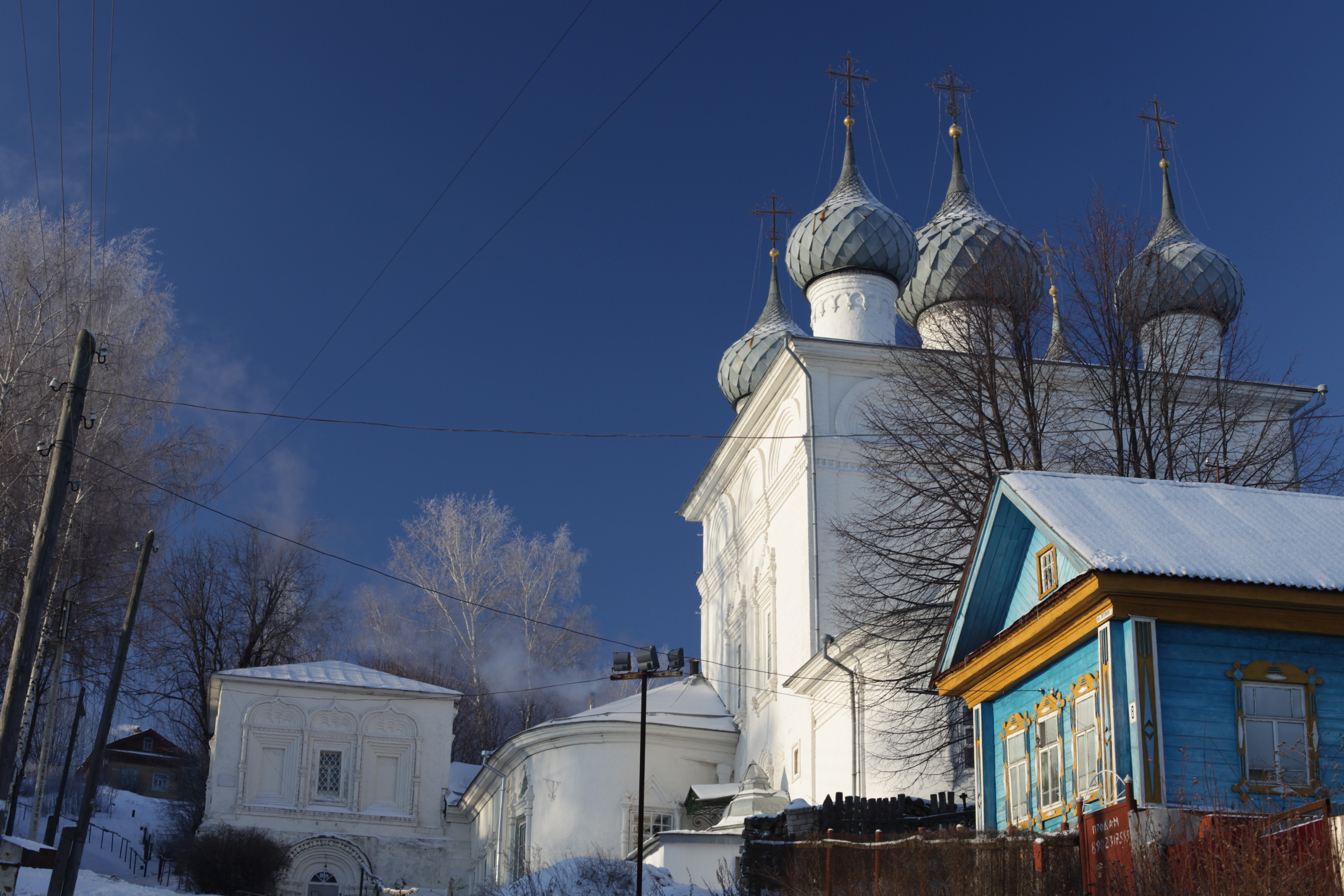
Église de la Théophanie (vers 1720).
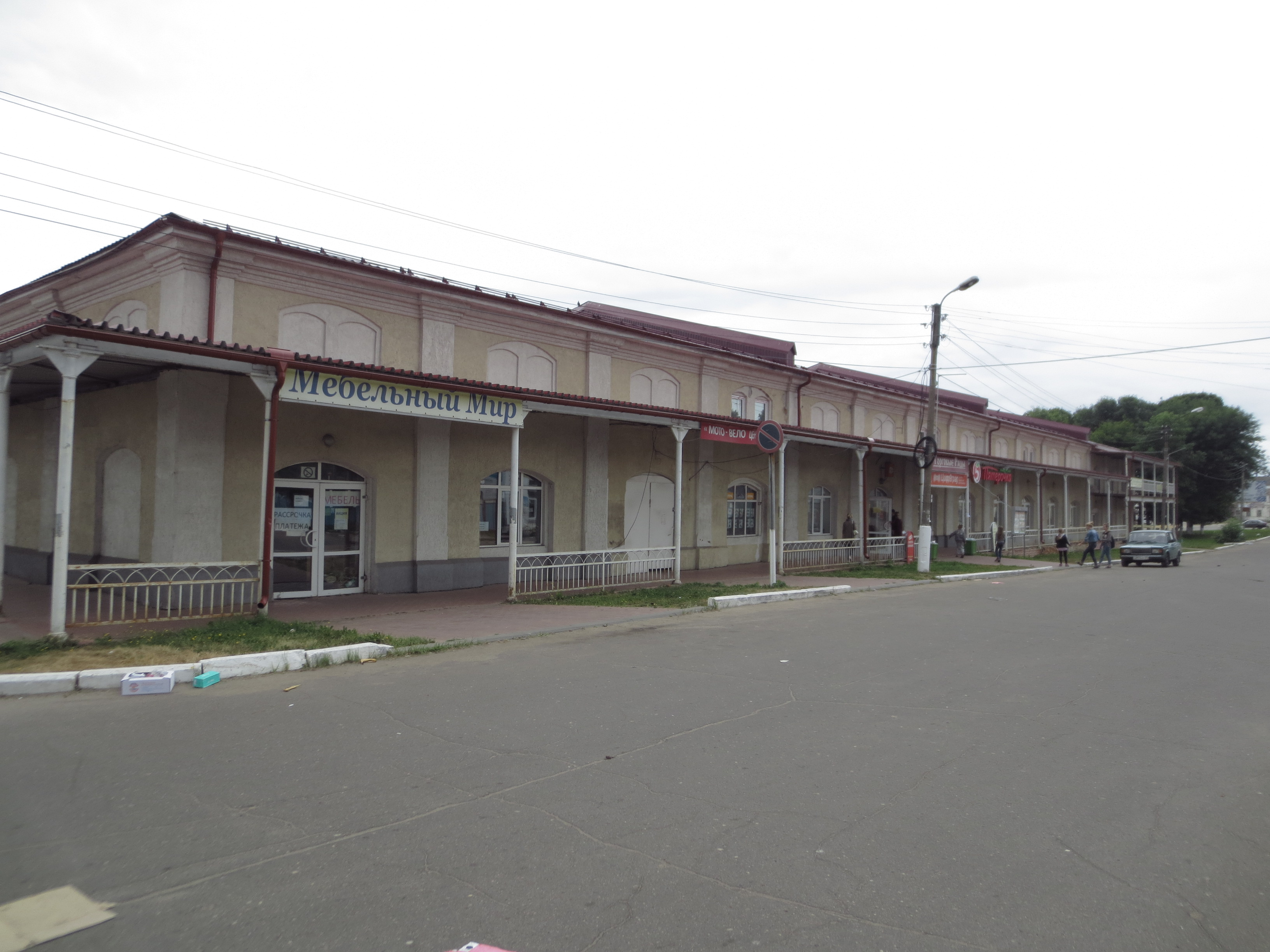
Halles commerciales (fin du XIXe siècle).
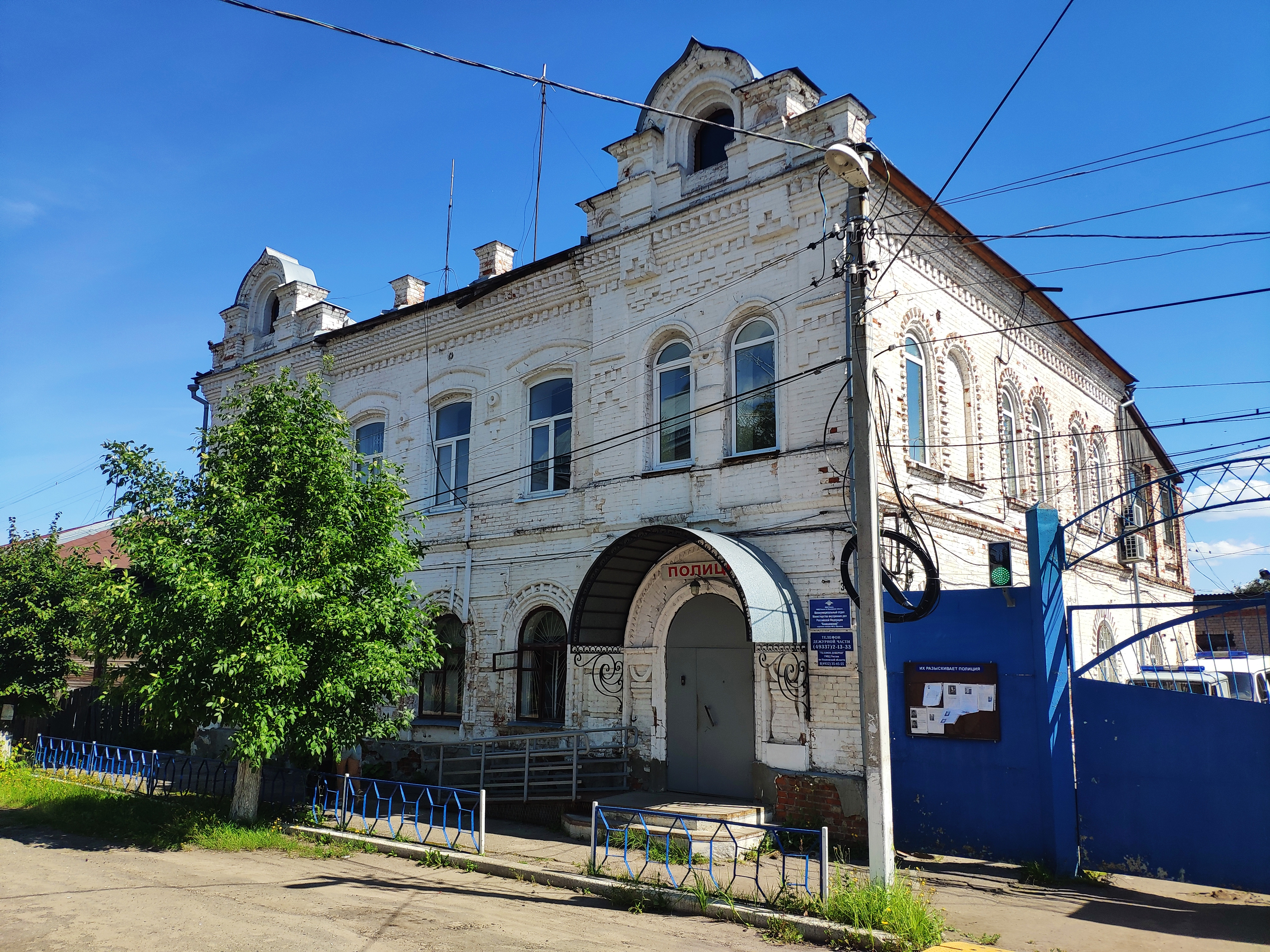
Maison du marchand Gorokhov (XIXe siècle).
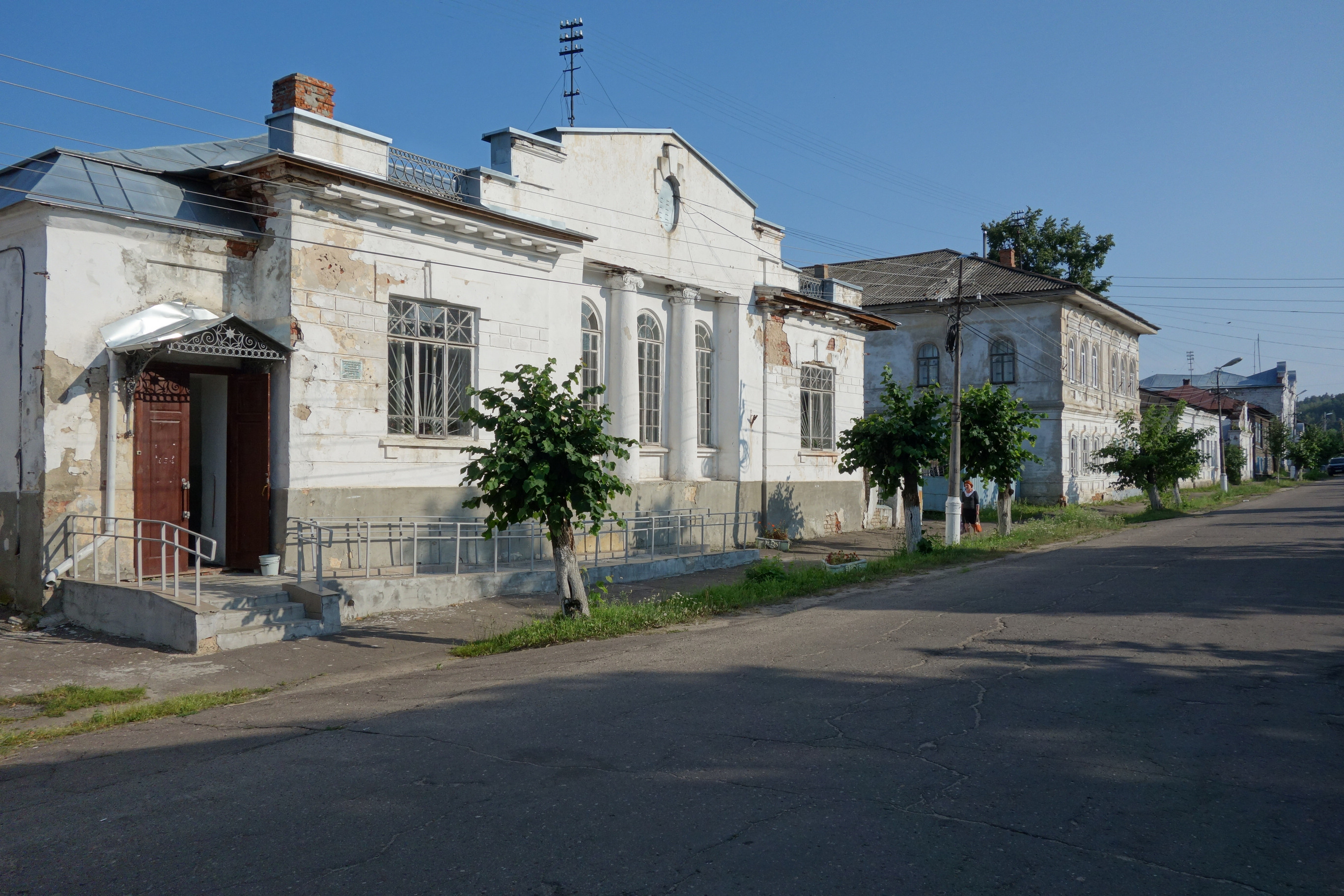
Ancien bâtiment de l'administration municipale (1913).

### Musées

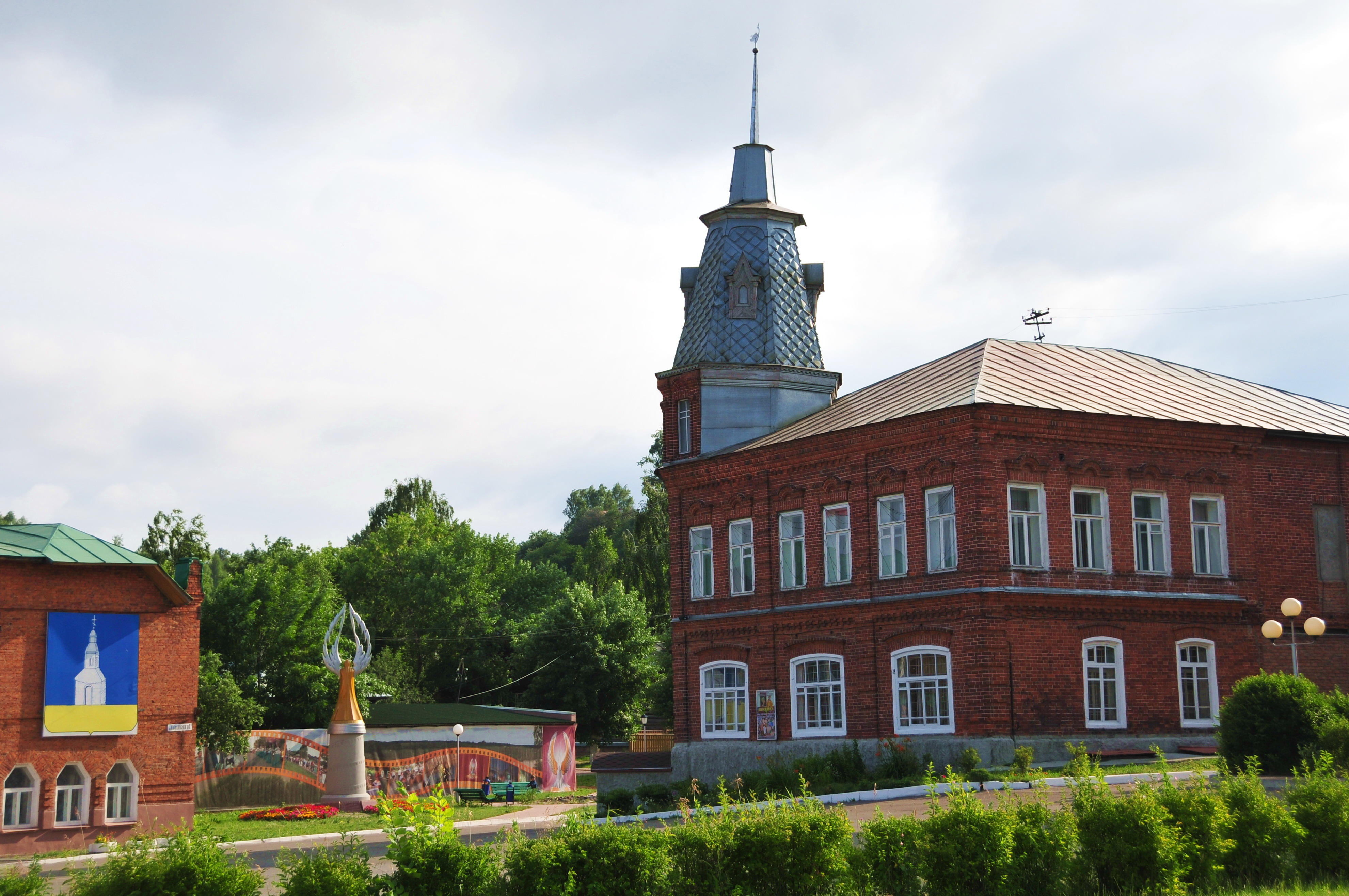
Maison du marchand Fliaguine (1903), aujourd'hui Musée d'histoire et d'art.

- Musée d'histoire et d'art, situé dans l'ancienne demeure du marchand A. L. Fliaguine.
- Musée des architectes frères Vesnine, natifs de Iourievets, pionniers de l'architecture constructiviste.
- Centre muséal Andreï Tarkovski, situé dans la maison où le célèbre réalisateur a vécu pendant la Seconde Guerre mondiale. Le festival de cinéma "Le Miroir" y est inauguré chaque année.
- Maison du conte d'Alexandre Rou, un autre réalisateur lié à la ville.

En 2004, une découverte remarquable a été faite dans les collections du musée : le Code de Bardewik, un manuscrit juridique allemand médiéval unique de 1294, qui était considéré comme perdu depuis la Seconde Guerre mondiale.

### Sites naturels
- Archipel des Monts Assafovy : un groupe d'îles de sable avec des dunes et des pinèdes, très populaire pour les loisirs et la pêche.
- Forêt Nagornaïa datcha : une zone forestière protégée à la périphérie de la ville.
- Réservoir de Gorki : surnommé la « mer de Gorki » en raison de sa taille, il offre des vues panoramiques et des possibilités de sports nautiques.

## Personnalités liées à la ville
- Frères Vesnine (Viktor, Leonid et Aleksandr), architectes constructivistes de renommée mondiale.
- Andreï Tarkovski (1932-1986), réalisateur de cinéma, a vécu à Iourievets pendant son enfance.
- Alexandre Rou (1906-1973), réalisateur de films de contes de fées, né près de Iourievets.
- Avvakoum (1620/21-1682), chef de file des Vieux-croyants, y a été protopope.